# Bataille d'Oued Chelif (1015)
Guerre hammadide-ziride
La bataille d'Oued Chelif a eu lieu le 17 octobre 1015 entre l'armée ziride de Badis ben Mansur, l'émir de Ifriqiya, et l'armée hammadide sous le commandement de l'émir Hammad ibn Bologhine et son frère Ibrahim,, . Cette bataille faisait partie de la guerre Ziride-Hammadide qui aboutit à la scission des anciens domaines zirides en deux émirats indépendants. Elle eut lieu près de la ville de Tahert au sud de l'oued Chelif, et fut une victoire décisive des Zirides,.
L'armée de Badis, composée d'alliés des tribus berbères habitant la région, traversa l'oued Chelif et établit sa base près de ses rives,. Le 17 octobre 1015, l'armée ziride avance vers le camp hammadide. L'attaque largement inattendue menée par l'émir ziride a abouti à une bataille sanglante، au cours de laquelle les Zénètes ont participé fortement,. En fin de compte, l'armée ziride a submergé les forces hammadides, bien que l'émir Hammad lui-même ait survécu à la défaite. Après leur victoire, les Zirides pillèrent le camp, rassemblèrent des provisions et prirent des otages,.

## Contexte
Après la prise hammadide de Béja (1015),, Badis ben Mansur se dirige vers le Maghreb central et atteint Tamdit. Hammad ibn Bologhine y arriva avec 30 000 cavaliers, sans compter l'infanterie et les soldats qui avaient rejoint Badis. À Tamdit, Badis a reçu la nouvelle du décès de son fils, Mansur Aziz al-Dawla, qui avait contracté la variole et est décédé au bout de dix-sept jours,. Cependant, Badis resta fidèle et organisa une séance de deuil public le 25 juillet 1015. Le lendemain, Badis quitte Tamdit en direction de Dekma, où l'ont rejoint un certain nombre de partisans de Hammad, dont des représentants de l'émirat. Khalaf al-Himyari, le gouverneur d'Achir, prêta également allégeance à Badis. Cela affaiblit Hammad, qui avait espéré se fortifier dans cette Kalâa, et il se retira à Tahert,.
Selon Ibn Khaldoun, de nombreux partisans de Hammad, y compris la tribu Zénète des Banu Abi Walil, ainsi que la tribu Banu Hassan de sanhadja, ainsi que d'autres tribus zenatiennes, ont fait défection vers Badis,,. Le chef des Banu Ghamrat a reçu de précieux cadeaux et s'est vu accorder le poste de gouverneur de Tobna,. Hammad a été contraint de fuir vers Chlef. Badis arriva à M'sila le 20 août 1015, où il fut accueilli par les habitants,. Il se dirigea vers Kalâa des Béni Hammad mais revint à M'sila sans engager de combat, envoyant une armée dirigée par son frère Karama pour détruire la Kalâa sans pillage ni effusion de sang,.
Ibn Khaldoun note également que Badis s'est emparé d'Achir, provoquant la fuite d'Ibrahim, puis a poursuivi Hammad. À Oued al-Thin, la grande tribu Zénète de Banu Tujin se rendit à Badis,. Leur chef, Atiya Dafalaten, chercha à venger son père, tué par Hammad, et fut suivi par son cousin, Yaddar bin Luqman bin al-Mu'tar. Badis récompense ces dirigeants et accepte leur aide,. L'historien Ibn al-Raqiq (en) a fourni des informations sur l'alliance des Banu Tujin avec Badis, notant qu'en atteignant les rives de l'oued Chelif, Badis a attiré les Banu Tujin, qui avaient auparavant soutenu Hammad avec 3 000 hommes sous Atiya bin Dafalaten et son influent cousin Luqman bin al-Mu'tar.

## Déroulement

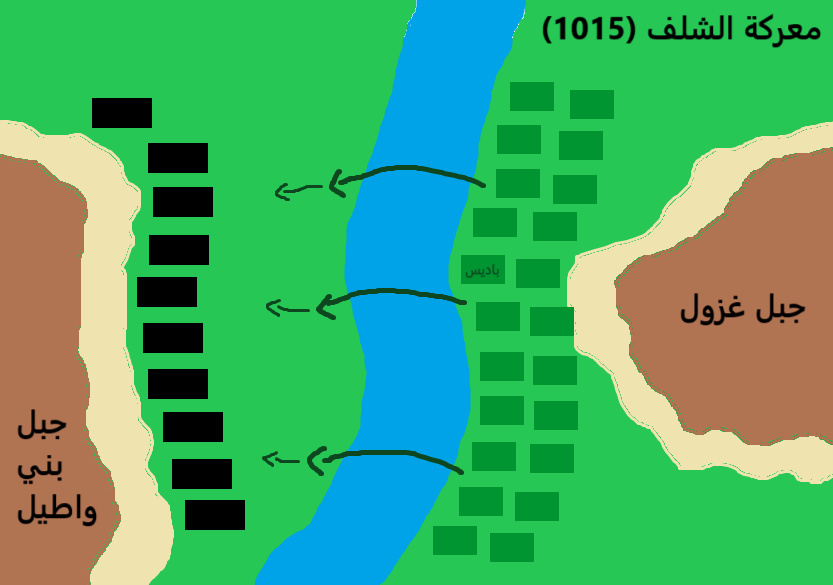
Une illustration tentant d'expliquer les débuts de la bataille d'Oued Chelif et l'avancée de Badis ben Mansur et de ses armées.

Atiya Dafalaten a envoyé son fils Yaddar informer Badis de leur défection. On peut en déduire que les Banu Tujin, dirigés par Luqman bin al-Mu'tar, n'ont abandonné Hammad que pendant la bataille, selon un plan convenu à l'avance avec Badis et leurs dirigeants. Badis a traversé l'oued Chelif, passant devant les monts Ouarsenis et Sersou sans traverser l'oued Wassel. Il installa son camp sur les rives de la rivière, au pied du mont Ghazoul. De l’autre côté de la rivière profonde et pleine, Hammad se tenait adossé au mont Bani Watil,. Les deux armées se regardaient et les deux adversaires se préparaient au combat,,.
Badis reste vigilant et prudent. Dans la matinée du dimanche 17 octobre 1015, il mobilise ses troupes et positionne chaque commandant à sa place,. Il semble qu'Hammad ne s'attendait pas à ce que l'ennemi traverse l'oued Chelif ce jour-là. Il n’a peut-être pas correctement gardé tous les passages possibles. En tout état de cause, Badis avança à cheval, suivi de sa cavalerie, tandis que l'infanterie traversait à la nage,. Cela s’est produit rapidement, sans aucune résistance de la part de l’ennemi. Lorsque les deux forces se rencontrent, une bataille acharnée s’ensuivit. Les hommes de Badis étaient déterminés à endurer ou à mourir, connaissant la cruauté de Hammad envers les captifs,,. Les combats furent intenses et de nombreux partisans de Hammad, en particulier les Banu Tujin, l'abandonnèrent et rejoignirent Badis. Hammad, abandonné par ses hommes, s'enfuit avec 500 de ses cavaliers vers la Kalâa de Maghila,, après avoir tué ses femmes de ses propres mains pour les empêcher de tomber aux mains de l'ennemi,.
L'armée de Badis s'empara des possessions de Hammad, dont 10 000 boucliers adarga (en),. Le chroniqueur arabe Ibn al-Athîr a noté que s'ils n'avaient pas été préoccupés par le pillage, Hammad aurait été capturé,. Badis a récompensé les Banu Tujin pour leur contribution significative à la victoire en leur permettant de conserver tout le butin de la journée. Il confirma Luqman bin al-Mu'tar comme chef de sa tribu et de tous ses territoires, lui permettant de conserver toutes les terres qu'il pourrait capturer lors de futures batailles pour les Zirides. La direction des Banu Tujin fut finalement transmise aux descendants de Dafalaten. L'historien Ibn Khaldoun a reconnu leur rôle crucial dans la victoire de Badis.

## Conséquences
Après la bataille, Hammad se dirigea vers la Kalâa de Maghila, située à 25 km au nord de Tahert,. Il y arriva le 18 octobre 1015, puis se rendit à Kalâa des Béni Hammad cinq jours plus tard,. En atteignant sa Kalâa, Hammad et son frère Ibrahim s'y fortifièrent, restant trois jours pour se reposer et permettre à leurs chevaux et compagnons de récupérer,. Ibrahim a informé Hammad de leur besoin en nourriture et en sel. Hammad, son frère et leurs compagnons ont ensuite marché vers la ville de Dekma,. Ayant des griefs contre ses habitants et avec Badis à sa poursuite, les habitants ont sonné l'alarme. Hammad était haineux envers les habitants de cette ville, il les affronta avec son épée, tuant environ 300 hommes. Par la suite, Hammad prit toute la nourriture et le sel de Dekma et retourna à sa Kalâa,,.
Ibn Idhari dans livre Al-Bayan al-Mughrib a poursuivi son récit de la bataille de Chelif en mentionnant ce qui est arrivé à Bakkar bin Jalalah al-Watilakati, qui avait été capturé par Badis. Bakkar avait insulté l'émir ziride. Badis a alors ordonné que sa barbe soit rasée, que son nez et ses oreilles soient coupés et que ses mains soient amputées. Cela a conduit Bakkar au suicide. Il s'est cogné la tête avec force contre un pilier, s'effondrant mort au sol,,.
Pendant ce temps, Badis poursuivait sa route vers l'est. Il atteint M'sila le 13 novembre 1015,. Là, il reçoit un envoyé de son oncle Ibrahim, chargé de présenter les excuses de Hammad qui reconnaît son erreur. L'envoyé a également rappelé à Badis les services qu'Hammad avait rendus à la dynastie ziride en disant : « N'avait-il pas défendu avec vigilance les frontières occidentales et soutenu le célèbre dirigeant Al-Hajjaj ben Yusef ? »,. Badis a également reçu d'autres messages, notamment des excuses d'Ibrahim et Hammad. L'historien Hady Roger Idris a mentionné qu'il est probable que Badis ait répondu et imposé des conditions qu'il considérait comme cruciales, comme la reddition inconditionnelle. Il a ensuite procédé au Siège de Kalâa des Béni Hammad, qui a duré plus de 6 mois,.